# Apartment 1303 (2012)
Apartment 1303 ist ein US-amerikanisch-kanadischer Horrorfilm aus dem Jahre 2012. Es handelt sich um ein Remake des 2007 erschienenen gleichnamigen japanischen Films.
Eine junge Frau zieht in ihr erstes eigenes Apartment ein. Der Geist eines Mädchens, welches vor 20 Jahren vom 13. Stockwerk aus dem Fenster sprang, duldet jedoch keine neuen Bewohnerinnen. Nach zwei Nächten in Angst und Schrecken erliegt auch sie ihrem Schicksal und stürzt unfreiwillig von der Wohnung auf die Straße. Die Schwester des Opfers wie auch deren Freund wollen den Geheimnissen des Apartments auf den Grund gehen und nächtigen selber im Appartement. Eine Entscheidung, die nicht nur viel Schrecken verursacht, sondern sich auch tödlich auswirkt.

## Handlung
Die jugendliche Janet hält es zu Hause bei ihrer alkoholsüchtigen und ständig ausrastenden Mutter, der ehemaligen erfolgreichen Countrysängerin Maddie Slate, nicht mehr aus. Nach einem erneuten Streit beschließt sie, ein Apartment zu mieten, um fortan auf eigenen Beinen zu stehen. Den Rat ihrer jüngeren Schwester Lara, mehrere Wohnungsangebote zu prüfen, schlägt Janet aus und unterschreibt gleich den ersten ihr angebotenen Mietvertrag.
In diesem Apartment wohnte vor 20 Jahren eine Mutter mit ihrer Tochter. Da sich letztere, Jennifer Logan, von ihrer Mutter unverstanden und gepeinigt fühlte, ermordete sie diese und versteckte die Leiche in einem Wandschrank. Als nach einem halben Jahr aufgrund des üblen Gestanks die verweste Leiche entdeckt wurde und das Mädchen von den Behörden befragt werden sollte, sprang sie vom Balkon in den Tod. Doch der Geist des Mädchens lebt seither weiter in diesem Apartment und zeigt sich dafür verantwortlich, dass alle nachfolgenden Mieter, allesamt junge Frauen, sich in selbstmörderischer Absicht vom Balkon stürzten.
Freudig zieht Janet in ihr neues Zuhause ein, doch bereits die erste Nacht wird zum Horrorerlebnis für die junge Frau. Da sind einerseits der grimmige, sexuell aufdringliche Hausmeister O’Neil und anderseits Emily, das schweigsame kleine Mädchen, welches im Hausflur monoton mit einem Ball spielt, die in Janet ein mulmiges Gefühl aufkommen lassen. Eigenartige Geräusche, vor der Schlafzimmertür vorbeihuschende Schattenbilder und ein gelegentlich auftauchender, übler Duft lassen Janet schon in der ersten Nacht an ihrer Wohnungswahl zweifeln. Hinzu kommt, dass Janets Körper am folgenden Morgen mehrere kleine, ihr nicht erklärbare (vom Geist des verstorbenen Mädchens verursachte) Verletzungen aufweist.
Janet sucht anderntags Hilfe sowohl bei ihrer Schwester als auch bei ihrem Freund Mark, einem Undercover-Polizisten. Letzterer erklärt sich widerwillig bereit, die folgende Nacht bei ihr im Apartment zu verbringen. Als er frühmorgens von Janet unbemerkt das Apartment verlässt, schlägt das Geistermädchen mit aller Kraft zu und stößt Janet aus dem Fenster in die Tiefe. Auch dieser Fenstersturz aus dem Apartment 1303 wird als Selbstmord eingestuft.
Nun gerät Janets Schwester Lara in den Bann der vom Apartment 1303 ausgehenden bösen Kräfte. So erhält sie in der Nacht einen Handyanruf von ihrer toten Schwester, und als sie anderntags das Apartment aufsucht, wird sie vom Geist ihrer Schwester verprügelt. Lara wählt den Polizeinotruf und meldet einen Überfall. Als Lara vom eintreffenden Kommissar erfährt, welche skurrilen Geschichten die Vergangenheit dieses Apartments prägen, ist sie nicht mehr davon abzuhalten, selber im Apartment einzuziehen, um der Wahrheit auf den Grund zu gehen. Genau wie ihre verstorbene Schwester sieht sie in dem Apartment außerdem eine Möglichkeit, ihrer hysterischen Mutter zu entfliehen.
Da auch Mark daran interessiert ist, das Geheimnis des Apartments zu ermitteln, verbringt er die folgende Nacht im Apartment auf der Couch. Obwohl die Geister der Toten auch in dieser Nacht im Apartment umherschwirren, passiert nichts Weiteres. Am folgenden Tag kann Lara Fiktion und Wirklichkeit nicht mehr unterscheiden, als ihr die tote Jennifer sowohl morgens in der Badewanne als auch abends im Kleiderschrank erscheint und sie vom Geist ihrer Schwester im Badezimmer gewarnt wird.
Mark verbringt, um Lara zu beschützen, eine weitere Nacht im Wohnzimmer auf der Couch. Dort wird er vom Geist des Mädchens attackiert und tödlich verletzt. Lara will aus der Wohnung fliehen, wird im Hausflur jedoch von O‘Neil und Emily daran gehindert. Sie bewaffnet sich mit einem Küchenmesser, als unerwartet ihre Mutter das Apartment betritt. Da Lara das Messer in der Hand hält, hält die Mutter ihre Tochter für die Mörderin von Mark und will von ihr das Messer ausgehändigt bekommen. In diesem Moment stößt die Geisterscheinung Laras Mutter von hinten, so dass sie in das von Lara gehaltene Messer stürzt und verstirbt.
Durch den in diesen Todesfällen ermittelnden Kommissar wird Lara als Doppelmörderin beschuldigt und verhaftet. Lara beteuert ihre Unschuld und benennt Jennifer Logan, ein vor 20 Jahren verstorbenes Mädchen, als Täterin.

## Details zum Film
- Die Dreharbeiten (Innenaufnahmen) erfolgten in Montreal, die Filmhandlung selber spielt in Detroit.[1]
- Der Film ist auf Blu-ray Disc im April 2014 auch als 3D-Film erschienen, in der deutschen Sprachversion unter dem erweiterten Titel „Apartment 1303 3D – Wohnst du noch oder stirbst du schon?“[2]

## Unterschiede zum Original 2007
Im Film aus dem Jahr 2007 führte Ataru Oikawa Regie. Die beiden Schwestern wurden von Aki Fukada (als Sayaka) und Noriko Nakagoshi (als Mariko) gespielt.
Der Film aus dem Jahr 2007 zeigt im Gegensatz zur Neuverfilmung als Rückblende ausführlich die Ereignisse des jungen Mädchens, welche (vor nur 3 Jahren) ihre Mutter ermordete und folgend selber in die Tiefe sprang. Während sich bei der Adaption von 2012 die „ältere“ Schwester beim Todessturz alleine im Apartment aufhielt, sprang im Original die „jüngere“ Schwester während einer Party zur Wohnungseinweihung vor den Augen ihrer Gäste aus dem Fenster. Ihr Freund nimmt im Gegensatz zur Neuverfilmung folgend keinen Einfluss mehr auf die Filmhandlung. Die Mutter der Geschwister ist nicht alkoholabhängig, leidet aber unter starken Depressionen. Im Gegensatz zur Neuverfilmung zog im Original folgend eine Gruppe Jugendlicher ins Apartment ein, aus deren Gruppe drei weitere Opfer zu beklagen sind. Auch im Original bemüht sich die Schwester um die Aufklärung der Ereignisse, nachdem sie vom Kriminalbeamten zur Vergangenheit der Wohnung informiert wurde, ebenso wird auch sie von Wahnvorstellungen und Geisterscheinungen (z. B. Handyanruf der toten Schwester) geplagt. Während im Remake die Schwester überlebt, endet das Original mit ihrem tödlichen Sturz aus dem Fenster.

## Kritiken
Auf Filmportalseiten und in Film-Foren erhielt der Film mehrheitlich schlechte Kritik.
- Die Internet-Plattform Angstrated wertet den Film als eine filmische Vollkatastrophe, die den Begriff Horrorfilm in den Dreck zieht und absolut keine Daseinsberechtigung hat.[4]
- Die Internet-Plattform Filmbesprechung.de schreibt über den Film: Das Remake eines japanischen Horrorfilms ist eine Zumutung; die Handlung stürzt von einem Drehbuch-Loch ins nächste, die Darsteller werden haltlos mitgerissen, und der Kameramann rächt sich, indem er alles penibel aufzeichnet.[5]
- Die Internet-Plattform Filmchecker zieht als Fazit: Düsteres Geister-Drama für Freunde subtiler Spukfilme. Welcher nachvollziehbare Sinn hinter der Realisierung dieses Remakes steckt, wird wohl nie ergründet werden können.[6]
- Die Internet-Plattform  Splashmovies –die ganze Welt des Films  zieht auch die Schauspieler in die Kritik ein: Die Geistermomente sind nur sehr selten gruselig inszeniert und die Geschichte wird insgesamt recht oberflächlich präsentiert, was auch über die Charaktere gesagt werden kann.[7]